# ميل سبينس
ميل سبينس (بالإنجليزية: Melville Spence) هو عداء سريع جامايكي، ولد في 2 يناير 1936 في كينغستون في جامايكا، وتوفي في 27 نوفمبر 2012 في فلوريدا في الولايات المتحدة.

## وصلات خارجية
- ميل سبينس على موقع اللجنة الأولمبية الدولية (الإنجليزية)
- ميل سبينس على موقع أوليمبيديا (الإنجليزية)
- ميل سبينس على موقع اتحاد ألعاب الكومنولث (مؤرشف) (الإنجليزية)